# Canton de la Ferté-sous-Jouarre
Le canton de la Ferté-sous-Jouarre est une division administrative française, située dans le département de Seine-et-Marne et la région Île-de-France.
À la suite du redécoupage cantonal de 2014, les limites territoriales du canton sont remaniées. Le nombre de communes du canton passe de 19 à 47.

## Représentation

### Conseillers généraux de 1833 à 2015
| Période      | Période                   | Identité                                                          | Étiquette             | Qualité |
| ------------ | ------------------------- | ----------------------------------------------------------------- | --------------------- | --- |
| 1833         | 1847                      | Simon Délice Gueuvin                                              |                       | Manufacturier, maire de La Ferté-sous-Jouarre |
| 1847         | 1848                      | Marie Louis François Constant Baron Himbert de Flegny (1785-1849) |                       | Auditeur au Conseil d'État, intendant militaire, sous-préfet                                                                                           |
| 1848         | 1852                      | Zacharie Brice Désouche                                           |                       | Notaire à La Ferté-sous-Jouarre |
| 1852         | 1861                      | Guillaume Maurice Marin Viellot                                   |                       | Président du Tribunal civil Conseiller municipal de Meaux                                                                                              |
| 1861         | 1871                      | Adolphe Theurey                                                   |                       | Négociant en meules Maire de La Ferté-sous-Jouarre |
| 1871         | 1881 (décès)              | Paul Jozon                                                        | Républicain           | Docteur en droit, avocat Adjoint au Maire du 6e arrondissement de Paris Député de Seine-et-Marne (1871-1876 et 1877-1881) Président du Conseil Général |
| 1881         | 1885 (décès)              | Simon Roussel                                                     |                       | Ingénieur civil, maire de La Ferté-sous-Jouarre |
| 1885         | 1892 (décès)              | Hilaire Henri Amédée Laisné                                       |                       | Notaire, maire de La Ferté-sous-Jouarre |
| 1893         | 1901                      | Alexandre Lefèvre (1836-1903)                                     | Rad.                  | Propriétaire, vétérinaire Conseiller municipal de La Ferté-sous-Jouarre, conseiller d'arrondissement                                                   |
| 1901         | 1905 (décès)              | Louis Solvet                                                      | Rad.                  | Industriel Conseiller municipal de La Ferté-sous-Jouarre, conseiller d'arrondissement                                                                  |
| 1905         | 1925                      | Augustin Duburcq                                                  | Rad.                  | Chef d'entreprise de plomberie et de maçonnerie Conseiller municipal de La Ferté-sous-Jouarre                                                          |
| 1925         | 1941 (démission d'office) | Charles Chalamon                                                  | Rad.                  | Industriel Maire de Luzancy, conseiller d'arrondissement Révoqué par le Gouvernement de Vichy                                                          |
|              |                           |                                                                   |                       | |
| 1943         | 1945                      | Jean Gratiot (1875-1956)                                          | ?                     | Médecin Maire de La Ferté-sous-Jouarre Nommé conseiller départemental en 1943                                                                          |
|              |                           |                                                                   |                       | |
| 1945         | 1960 (décès)              | Charles Chalamon                                                  | Rad.                  | Industriel Maire de Luzancy Sénateur (1948-1952) Président du Conseil Général (1945-1949)                                                              |
| 27 mars 1960 | 1967                      | Joseph Brau                                                       | PSA puis PSU puis DVG | Médecin radiologue |
| 1967         | 1998                      | René Bonnefoy                                                     | DVD puis RPR          | Inspecteur central des télécommunications Maire de Saint-Jean-les-Deux-Jumeaux                                                                         |
| 1998         | 2011                      | Pierre Rigault                                                    | RPR puis UMP          | Agent immobilier Maire de Sammeron (1986-2008) |
| 2011         | 2015                      | Marie Richard                                                     | PS                    | Fonctionnaire, ancien membre du cabinet de Roger Bambuck Maire de La Ferté-sous-Jouarre (jusqu'en août 2011) Conseillère régionale (depuis 2010)       |

### Conseillers d'arrondissement (de 1833 à 1940)
Le canton de la Ferté-sous-Jouarre avait deux conseillers d'arrondissement.
| Période                                  | Période          | Identité                              | Étiquette           | Qualité |
| ---------------------------------------- | ---------------- | ------------------------------------- | ------------------- | --- |
| 1833                                     | 1835 (décès)     | Pierre Hubert Le Compte (1764-1835)   |                     | Maire de Nanteuil-sur-Marne, ancien conseiller général                                                      |
| 1833                                     |                  | Alexandre Isidore Paris               |                     | Propriétaire, maire de Bussières (1831-1841)                                                                |
|                                          |                  |                                       |                     | |
| 1848                                     | 1852             | Dominique Jozon (1805-1881)           |                     | Notaire à La Ferté-sous-Jouarre                                                                             |
| 1848                                     | 1852             | Louis Amand Bouchon (1798-1866)       |                     | Polytechnicien, ancien officier, minotier à La Ferté-sous-Jouarre                                           |
| 1852                                     | 1864             | M. Charpentier                        |                     | |
| 1852                                     | 1871             | Pierre-François-Thomas-Mathieu Dumetz |                     | Propriétaire du château de Perreuse à Jouarre, agent de change à Paris                                      |
| 1864                                     | 1868 (décès)     | Jean-Louis Privault (1804-1868)       |                     | Cultivateur, maire d'Ussy-sur-Marne                                                                         |
| 1871                                     |                  | M. Jamas                              |                     | Cultivateur à Rougebourse, adjoint au maire de Chamigny                                                     |
| 1871                                     | 1874             | François Napoléon Beaucôté            | Républicain         | Maire de Saâcy                                                                                              |
| 1874                                     | 1880             | Pierre-François-Thomas-Mathieu Dumetz |                     | Propriétaire du château de Perreuse à Jouarre, agent de change à Paris                                      |
| 1880                                     | 1890 (décès)     | François Napoléon Beaucôté            | Républicain         | Maire de Saâcy                                                                                              |
| 1890                                     | 1893 (démission) | Alexandre Lefèvre (1836-1903)         | Républicain radical | Propriétaire, vétérinaire, conseiller municipal de La Ferté-sous-Jouarre                                    |
|                                          |                  |                                       |                     | |
| 1898                                     | 1901             | Louis Solvet                          | Républicain         | Industriel, conseiller municipal de La Ferté-sous-Jouarre                                                   |
| 1901                                     | 1910             | Adolphe-Prudent Gervais (1838-1925)   |                     | Instituteur, maire de Sammeron                                                                              |
| 1910                                     | 1925             | Charles Chalamon                      | Rad.                | Industriel, maire de Luzancy                                                                                |
|                                          |                  |                                       |                     | |
| 1928                                     | 1931 (décès)     | René Dupéty (1858-1931)               | URD                 | Retraité (chef du dépôt des titres) de la Banque de France, adjoint au maire de La Ferté-sous-Jouarre       |
| 1931                                     | 1934             | Jean Chaballe                         | Rad.                | Conseiller municipal de La Ferté-sous-Jouarre                                                               |
| 1934                                     | 1940 (décès)     | Auguste Tinchant                      | Rad.                | Secrétaire de la mairie de Jouarre                                                                          |
| 1940                                     |                  |                                       |                     | Les conseils d'arrondissement ont été suspendus par la loi du 12 octobre 1940 et n'ont jamais été réactivés |
| Les données manquantes sont à compléter. |                  |                                       |                     | |

### Conseillers départementaux à partir de 2015
| Période élective | Période élective | Mandat | Mandat   | Identité                | Nuance | Nuance | Qualité |
| ---------------- | ---------------- | ------ | -------- | ----------------------- | ------ | ------ | --- |
| 2015             | 2021             | 2015   | 2021     | Martine Bullot          |        | LR     | Attachée de direction et agricultrice à Jaignes Septième vice-présidente, chargée des sports et de la jeunesse                                                                                |
| 2015             | 2021             | 2015   | 2021     | Ugo Pezzetta            |        | DVD    | Chef d'entreprise Maire Agir de La Ferté-sous-Jouarre (2014 → ) Président de la CC du Pays fertois (2016 → 2017) Président de la C.A Coulommiers Pays de Brie (2018 → )                       |
| 2021             | 2028             | 2021   | en cours | Cindy Moussi-Le Guillou |        | LR     | Secrétaire médicale Ancienne Première adjointe au maire de Lizy-sur-Ourcq 2020-2021 puis conseillère municipale d'opposition. Vice-présidente de la Communauté de Communes du Pays de l'Ourcq |
| 2021             | 2028             | 2021   | en cours | Ugo Pezzetta            |        | DVD    | Président de la C.A Coulommiers Pays de Brie (2018 → ) Maire de La Ferté-sous-Jouarre (2014 → )                                                                                               |

### Résultats détaillés

#### Élections de mars 2015
À l'issue du 1er tour des élections départementales de 2015, deux binômes sont en ballottage : Tatiana Philippart et Eric Souq (FN, 38,47 %) et Martine Bullot et Ugo Pezzetta (UMP, 34,07 %). Le taux de participation est de 46,47 % (18 484 votants sur 39 774 inscrits) contre 44,94 % au niveau départemental et 50,17 % au niveau national.
Au second tour, Martine Bullot et Ugo Pezzetta (UMP) sont élus avec 58,13 % des suffrages exprimés et un taux de participation de 47,28 % (9 896 voix pour 18 800 votants et 39 764 inscrits).
Ugo Pezzetta est membre d'Agir.

#### Élections de juin 2021
Le premier tour des élections départementales de 2021 est marqué par un très faible taux de participation (33,26 % au niveau national). Dans le canton de la Ferté-sous-Jouarre, ce taux de participation est de 27,44 % (11 227 votants sur 40 920 inscrits) contre 27,81 % au niveau départemental. À l'issue de ce premier tour, deux binômes sont en ballottage : Cindy Moussi-Le Guillou et Ugo Pezzetta (Union au centre et à droite, 42,16 %) et Martine Bullot et Fabien Vallée (DVD, 33,1 %).
Le second tour des élections est marqué une nouvelle fois par une abstention massive équivalente au premier tour. Les taux de participation sont de 34,36 % au niveau national, 30,02 % dans le département et 29,98 % dans le canton de la Ferté-sous-Jouarre. Cindy Moussi-Le Guillou et Ugo Pezzetta (Union au centre et à droite) sont élus avec 61,98 % des suffrages exprimés (6 726 voix pour 12 272 votants et 40 936 inscrits), devançant le binôme soutenu par le rassemblement national constitué de Fabien Vallée, maire de Jouarre, et de  Martine Bullot, vice-présidente sortante,,,.

## Composition

### Composition avant 2015
Le canton de la Ferté-sous-Jouarre regroupait dix-neuf communes.
| Nom                               | Code Insee | Codepostal | Superficie (km2) | Population (dernière pop. légale) | Densité (hab./km2) |
| --------------------------------- | ---------- | ---------- | ---------------- | --------------------------------- | ------------------ |
| La Ferté-sous-Jouarre (chef-lieu) | 77183      | 77260      | 10,06            | 9 363 (2012)                      | 931                |
| Bassevelle                        | 77024      | 77750      | 17,46            | 345 (2012)                        | 20                 |
| Bussières                         | 77057      | 77750      | 8,81             | 481 (2012)                        | 55                 |
| Chamigny                          | 77078      | 77260      | 14,22            | 1 338 (2012)                      | 94                 |
| Changis-sur-Marne                 | 77084      | 77660      | 6,98             | 1 095 (2012)                      | 157                |
| Citry                             | 77117      | 77730      | 5,04             | 817 (2012)                        | 162                |
| Jouarre                           | 77238      | 77640      | 42,19            | 4 180 (2012)                      | 99                 |
| Luzancy                           | 77265      | 77138      | 6,58             | 1 075 (2012)                      | 163                |
| Méry-sur-Marne                    | 77290      | 77730      | 5,77             | 636 (2012)                        | 110                |
| Nanteuil-sur-Marne                | 77331      | 77730      | 1,25             | 481 (2012)                        | 385                |
| Pierre-Levée                      | 77361      | 77580      | 12,93            | 480 (2012)                        | 37                 |
| Reuil-en-Brie                     | 77388      | 77260      | 5,92             | 832 (2012)                        | 141                |
| Saâcy-sur-Marne                   | 77397      | 77730      | 13,80            | 1 766 (2012)                      | 128                |
| Saint-Jean-les-Deux-Jumeaux       | 77415      | 77660      | 13,26            | 1 106 (2012)                      | 83                 |
| Sainte-Aulde                      | 77401      | 77260      | 8,63             | 679 (2012)                        | 79                 |
| Sammeron                          | 77440      | 77260      | 6,06             | 1 073 (2012)                      | 177                |
| Sept-Sorts                        | 77448      | 77260      | 3,22             | 422 (2012)                        | 131                |
| Signy-Signets                     | 77451      | 77640      | 13,44            | 611 (2012)                        | 45                 |
| Ussy-sur-Marne                    | 77478      | 77260      | 13,93            | 1 012 (2012)                      | 73                 |

### Composition à partir de 2015
Le canton de la Ferté-sous-Jouarre regroupe désormais quarante-sept communes entières.
| Nom                                           | Code Insee | Intercommunalité            | Superficie (km2) | Population (dernière pop. légale) | Densité (hab./km2) | Modifier                                    |
| --------------------------------------------- | ---------- | --------------------------- | ---------------- | --------------------------------- | ------------------ | ------------------------------------------- |
| La Ferté-sous-Jouarre (bureau centralisateur) | 77183      | CA Coulommiers Pays de Brie | 10,06            | 10 004 (2022)                     | 994                | modifier les données · modifier les données |
| Armentières-en-Brie                           | 77008      | CC du Pays de l'Ourcq       | 7,27             | 1 196 (2022)                      | 165                | modifier les données · modifier les données |
| Bassevelle                                    | 77024      | CA Coulommiers Pays de Brie | 17,46            | 385 (2022)                        | 22                 | modifier les données · modifier les données |
| Bussières                                     | 77057      | CA Coulommiers Pays de Brie | 8,81             | 573 (2022)                        | 65                 | modifier les données · modifier les données |
| Chamigny                                      | 77078      | CA Coulommiers Pays de Brie | 14,22            | 1 431 (2022)                      | 101                | modifier les données · modifier les données |
| Changis-sur-Marne                             | 77084      | CA Coulommiers Pays de Brie | 6,98             | 1 352 (2022)                      | 194                | modifier les données · modifier les données |
| Citry                                         | 77117      | CA Coulommiers Pays de Brie | 5,04             | 924 (2022)                        | 183                | modifier les données · modifier les données |
| Cocherel                                      | 77120      | CC du Pays de l'Ourcq       | 8,27             | 619 (2022)                        | 75                 | modifier les données · modifier les données |
| Congis-sur-Thérouanne                         | 77126      | CC du Pays de l'Ourcq       | 15,12            | 1 776 (2022)                      | 117                | modifier les données · modifier les données |
| Coulombs-en-Valois                            | 77129      | CC du Pays de l'Ourcq       | 22,41            | 579 (2022)                        | 26                 | modifier les données · modifier les données |
| Crouy-sur-Ourcq                               | 77148      | CC du Pays de l'Ourcq       | 19,42            | 1 806 (2022)                      | 93                 | modifier les données · modifier les données |
| Dhuisy                                        | 77157      | CC du Pays de l'Ourcq       | 8,14             | 330 (2022)                        | 41                 | modifier les données · modifier les données |
| Douy-la-Ramée                                 | 77163      | CC du Pays de l'Ourcq       | 7,97             | 388 (2022)                        | 49                 | modifier les données · modifier les données |
| Étrépilly                                     | 77173      | CC du Pays de l'Ourcq       | 13,18            | 813 (2022)                        | 62                 | modifier les données · modifier les données |
| Fublaines                                     | 77199      | CA Pays de Meaux            | 5,48             | 1 381 (2022)                      | 252                | modifier les données · modifier les données |
| Germigny-l'Évêque                             | 77203      | CA Pays de Meaux            | 11,76            | 1 350 (2022)                      | 115                | modifier les données · modifier les données |
| Germigny-sous-Coulombs                        | 77204      | CC du Pays de l'Ourcq       | 6,53             | 203 (2022)                        | 31                 | modifier les données · modifier les données |
| Isles-les-Meldeuses                           | 77231      | CC du Pays de l'Ourcq       | 6,94             | 780 (2022)                        | 112                | modifier les données · modifier les données |
| Jaignes                                       | 77235      | CC du Pays de l'Ourcq       | 10,11            | 320 (2022)                        | 32                 | modifier les données · modifier les données |
| Jouarre                                       | 77238      | CA Coulommiers Pays de Brie | 42,19            | 4 262 (2022)                      | 101                | modifier les données · modifier les données |
| Lizy-sur-Ourcq                                | 77257      | CC du Pays de l'Ourcq       | 11,16            | 3 575 (2022)                      | 320                | modifier les données · modifier les données |
| Luzancy                                       | 77265      | CA Coulommiers Pays de Brie | 6,58             | 1 048 (2022)                      | 159                | modifier les données · modifier les données |
| Marcilly                                      | 77274      | CC du Pays de l'Ourcq       | 6,93             | 463 (2022)                        | 67                 | modifier les données · modifier les données |
| Mary-sur-Marne                                | 77280      | CC du Pays de l'Ourcq       | 2,22             | 1 135 (2022)                      | 511                | modifier les données · modifier les données |
| May-en-Multien                                | 77283      | CC du Pays de l'Ourcq       | 19,15            | 884 (2022)                        | 46                 | modifier les données · modifier les données |
| Méry-sur-Marne                                | 77290      | CA Coulommiers Pays de Brie | 5,77             | 683 (2022)                        | 118                | modifier les données · modifier les données |
| Montceaux-lès-Meaux                           | 77300      | CA Pays de Meaux            | 4,72             | 646 (2022)                        | 137                | modifier les données · modifier les données |
| Nanteuil-lès-Meaux                            | 77330      | CA Pays de Meaux            | 7,62             | 7 054 (2022)                      | 926                | modifier les données · modifier les données |
| Nanteuil-sur-Marne                            | 77331      | CA Coulommiers Pays de Brie | 1,25             | 413 (2022)                        | 330                | modifier les données · modifier les données |
| Ocquerre                                      | 77343      | CC du Pays de l'Ourcq       | 10,12            | 376 (2022)                        | 37                 | modifier les données · modifier les données |
| Pierre-Levée                                  | 77361      | CA Coulommiers Pays de Brie | 12,93            | 474 (2022)                        | 37                 | modifier les données · modifier les données |
| Le Plessis-Placy                              | 77367      | CC du Pays de l'Ourcq       | 8,20             | 296 (2022)                        | 36                 | modifier les données · modifier les données |
| Poincy                                        | 77369      | CA Pays de Meaux            | 6,24             | 776 (2022)                        | 124                | modifier les données · modifier les données |
| Puisieux                                      | 77380      | CC du Pays de l'Ourcq       | 9,21             | 319 (2022)                        | 35                 | modifier les données · modifier les données |
| Reuil-en-Brie                                 | 77388      | CA Coulommiers Pays de Brie | 5,92             | 808 (2022)                        | 136                | modifier les données · modifier les données |
| Saâcy-sur-Marne                               | 77397      | CA Coulommiers Pays de Brie | 13,80            | 1 869 (2022)                      | 135                | modifier les données · modifier les données |
| Saint-Jean-les-Deux-Jumeaux                   | 77415      | CA Coulommiers Pays de Brie | 13,26            | 1 294 (2022)                      | 98                 | modifier les données · modifier les données |
| Sainte-Aulde                                  | 77401      | CA Coulommiers Pays de Brie | 8,63             | 692 (2022)                        | 80                 | modifier les données · modifier les données |
| Sammeron                                      | 77440      | CA Coulommiers Pays de Brie | 6,06             | 1 160 (2022)                      | 191                | modifier les données · modifier les données |
| Sept-Sorts                                    | 77448      | CA Coulommiers Pays de Brie | 3,22             | 597 (2022)                        | 185                | modifier les données · modifier les données |
| Signy-Signets                                 | 77451      | CA Coulommiers Pays de Brie | 13,44            | 620 (2022)                        | 46                 | modifier les données · modifier les données |
| Tancrou                                       | 77460      | CC du Pays de l'Ourcq       | 12,21            | 330 (2022)                        | 27                 | modifier les données · modifier les données |
| Trilport                                      | 77475      | CA Pays de Meaux            | 10,97            | 5 107 (2022)                      | 466                | modifier les données · modifier les données |
| Trocy-en-Multien                              | 77476      | CC du Pays de l'Ourcq       | 7,46             | 230 (2022)                        | 31                 | modifier les données · modifier les données |
| Ussy-sur-Marne                                | 77478      | CA Coulommiers Pays de Brie | 13,93            | 1 063 (2022)                      | 76                 | modifier les données · modifier les données |
| Vendrest                                      | 77490      | CC du Pays de l'Ourcq       | 17,73            | 673 (2022)                        | 38                 | modifier les données · modifier les données |
| Vincy-Manœuvre                                | 77526      | CC du Pays de l'Ourcq       | 4,96             | 274 (2022)                        | 55                 | modifier les données · modifier les données |
| Canton de la Ferté-sous-Jouarre               | 7706       |                             | 491,05           | 63 331 (2022)                     | 129                | modifier les données                        |

## Démographie

### Démographie avant 2015
| 1962   | 1968   | 1975   | 1982   | 1990   | 1999   | 2006   | 2011   | 2012   |
| ------ | ------ | ------ | ------ | ------ | ------ | ------ | ------ | ------ |
| 14 644 | 15 757 | 17 379 | 18 687 | 23 003 | 24 634 | 26 636 | 27 494 | 27 792 |

### Démographie depuis 2015
En 2022, le canton comptait 63 331 habitants, en évolution de +2,84 % par rapport à 2016 (Seine-et-Marne : +3,92 %, France hors Mayotte : +2,11 %).
| 2013   | 2018   | 2022   |
| ------ | ------ | ------ |
| 60 630 | 61 837 | 63 331 |